# Mary Marquet
Pour les articles homonymes, voir Marquet.
Mary Marquet est une actrice française, née le 14 avril 1895 à Saint-Pétersbourg et morte le 29 août 1979 à Paris.
Sa carrière, de plus de soixante ans, débutée dans les années 1910, se termine peu avant la fin de sa vie dans les années 1970 : elle est présente au cinéma, à la télévision à partir des années 1960, et surtout au théâtre où elle a notamment été sociétaire de la Comédie-Française pendant dix-sept ans, de 1928 à 1945.

## Biographie
Micheline Marie Marguerite Delphine Marquet, dite Mary Marquet, compte dans sa famille de nombreux artistes  et comédiens : elle est la fille de l’acteur Anatole Marquet — fils de la comédienne et pensionnaire de la Comédie-Française Delphine Marquet — et de Louise Loisel, actrice de théâtre et de cinéma. Une de ses tantes est danseuse étoile. Elle naît  le 14 avril 1895 à Saint-Pétersbourg, lors d'une tournée de ses parents.
Elle entre en 1913 au Conservatoire national supérieur d'art dramatique et suit les cours de Paul Mounet. Elle y remporte un second prix de tragédie en 1914. Elle échoue aux examens de sortie, mais est aussitôt engagée dans la troupe de Sarah Bernhardt, cette dernière étant une grande amie de la famille. Elle joue à ses côtés dans La Cathédrale d'Eugène Morand. Son physique — elle mesure près d'1,80 m — la prédispose aux grands rôles tragiques et romantiques. Elle interprète avec succès le rôle du duc de Reichstadt dans L'Aiglon d'Edmond Rostand. Commence alors une liaison de trois ans avec cet auteur jusqu'à la mort de celui-ci en 1918.
Elle mène en parallèle, dès 1914, une carrière, d'abord au cinéma muet puis parlant, qu'elle poursuit tout au long de sa vie.
En 1920, elle épouse Maurice Escande, futur administrateur de la Comédie-Française, pour en divorcer neuf mois plus tard, « le temps de ne pas faire d'enfant » comme le précise, sous forme de boutade, l'intéressé.
En 1921, elle est au Théâtre Antoine, engagée par Firmin Gémier, avec lequel elle monte plusieurs pièces. Il devient son amant et de leur liaison nait, en 1922, un fils, François, dont Gémier suit l'éducation.

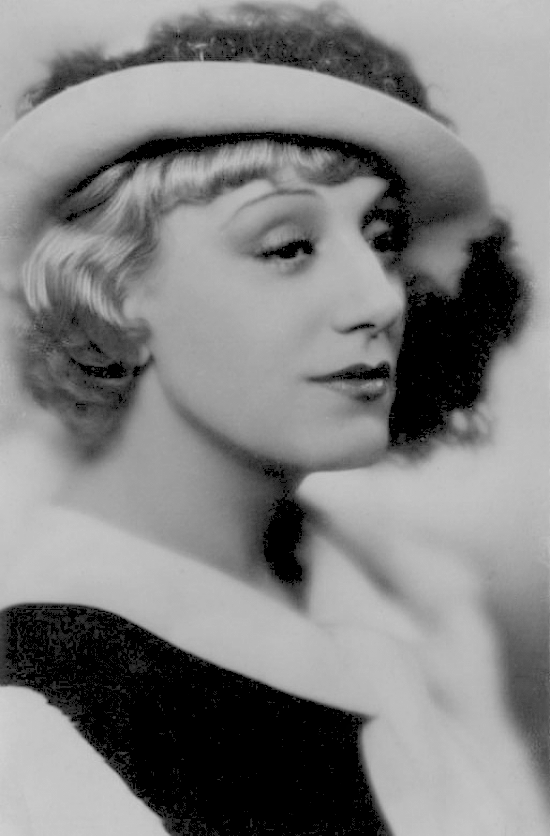
Mary Marquet en 1930.

En 1923, elle entre à la Comédie-Française et en devient sociétaire en 1928. Elle y interprète pendant 17 ans, tous les grands rôles du répertoire (Marion Delorme, Phèdre, Andromaque, Bérénice, Roxane, Lucrèce Borgia…). Mais elle joue également dans des pièces plus contemporaines de d'Annunzio, Geraldy, Jean Sarment…
Elle rencontre, en 1927, le président du Conseil de l'époque, André Tardieu, dont elle devient la maitresse quasiment officielle.

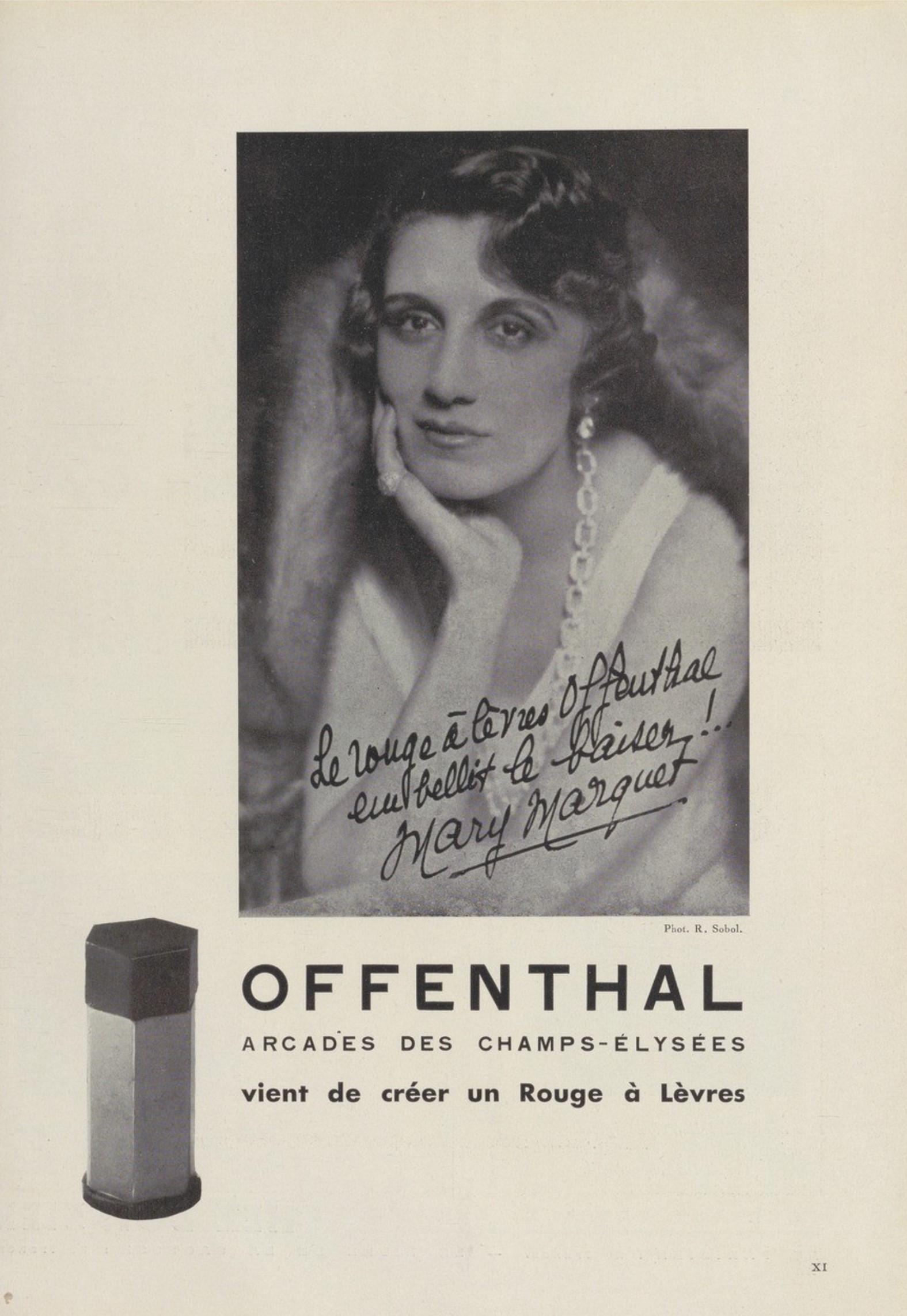
Publicité Offenthal - 1928

En 1928, l'année de son nouveau statut de sociétaire de la Comédie-Française, elle associe son nom à celui de la maison Offenthal, lors de la sortie de leur rouge à lèvres et clâme que "le rouge à lèvres Offenthal embellit le baiser".
Elle tourne, en 1932, Sapho, d'après la pièce d'Alphonse Daudet et Adolphe Belot, dans laquelle Mary Marquet jouait déjà le rôle de Fanny Legrand. La sortie, en 1934, du film parlant permet au grand public d'apprécier la qualité de sa voix et de sa diction.

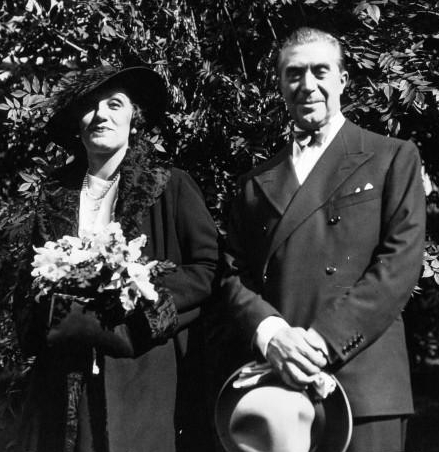
Mary Marquet et Victor Francen à leur mariage civil en 1934.

Elle épouse, en 1933, l'acteur Victor Francen qui légitime son fils François. Le mariage ne dure pas. Quelques années plus tard, il la quitte le jour où elle doit interpréter Athalie. L'interprétation de cette pièce lui vaut d'obtenir la Légion d'honneur en 1939.

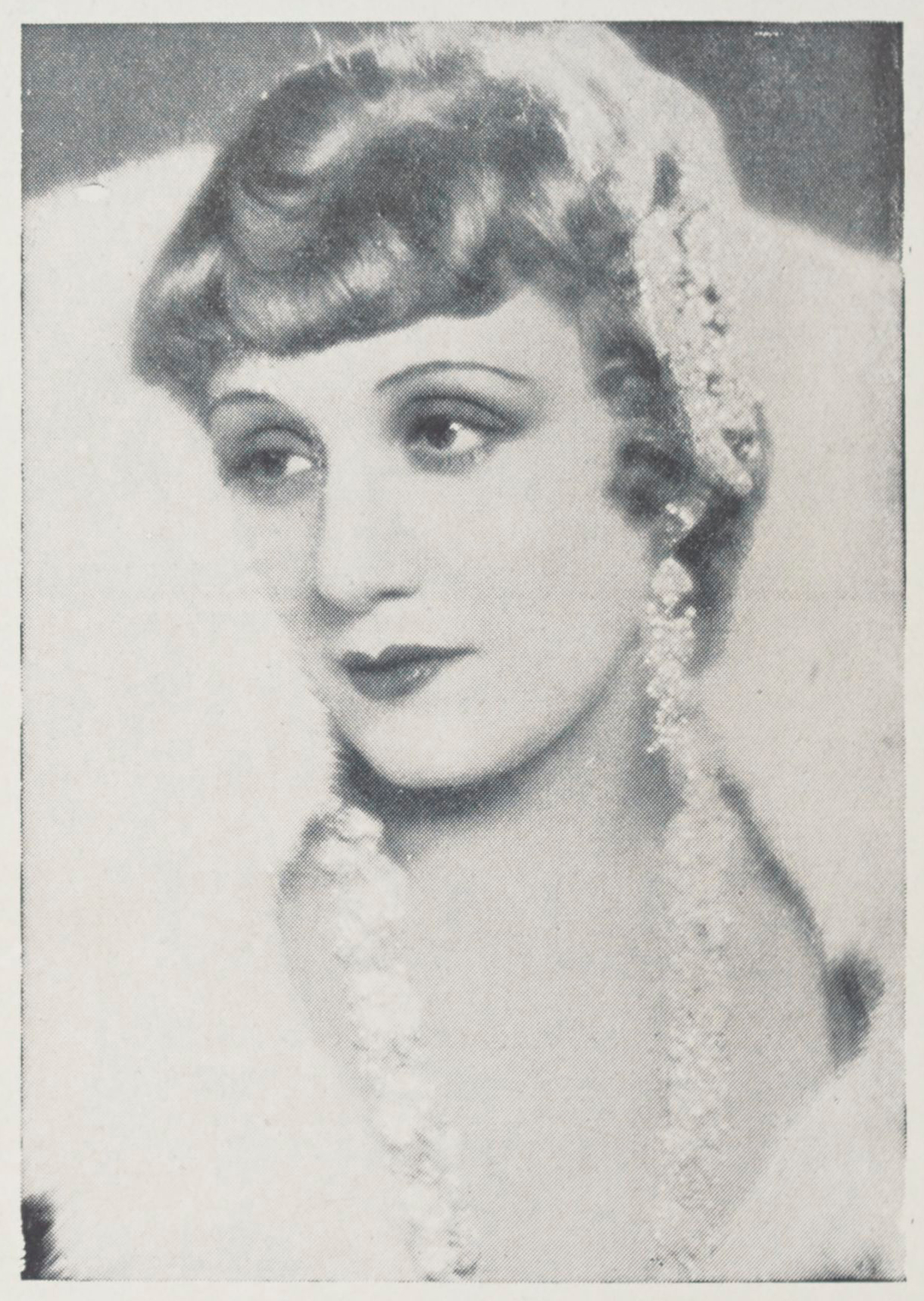
Mary Marquet en 1937.

Durant l'Occupation, elle reste à Paris. Poétesse elle-même, elle crée, dès 1940, des récitals poétiques qu'elle poursuit tout au long de sa carrière et qui lui valent le qualificatif de « Prêtresse de la Poésie » ainsi que le Prix du Brigadier en 1976. Elle est souvent citée parmi les sympathisants de l'occupation allemande. Mais la mort de son fils, arrêté en 1943, déporté à Buchenwald, où il succombe trois mois plus tard d'une septicémie, la marque profondément.
À la Libération, elle est arrêtée, soupçonnée de collaboration à cause de ses chroniques dans le quotidien pro-nazis Aujourd'hui, elle aurait aussi tenté d'intervenir pour faire libérer son fils. On la soupçonne également d'avoir une responsabilité dans l'arrestation et la mort de son fils. Retenue au Vel'd'Hiv', envoyée à Drancy, puis à Fresnes, elle est finalement relâchée faute de charges suffisantes. Elle relate cet épisode marquant de sa vie dans son livre Cellule 209 publié en 1949.

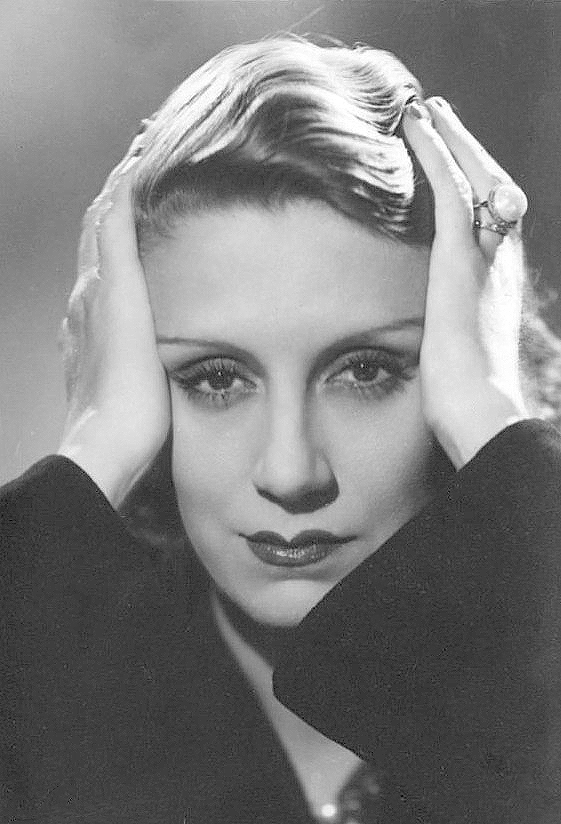
Mary Marquet en 1938 (Studio Harcourt).

En 1945, elle quitte la Comédie Française, tout en continuant une carrière théâtrale sur les boulevards, excellant dans les rôles comiques aussi bien que dans des œuvres plus denses (la Mère courage de Bertolt Brecht, La Visite de la vieille dame de Friedrich Dürrenmatt - enregistrée pour la télévision en 1971, Le Coup de Trafalgar de Roger Vitrac, etc.). En 1954, elle monte, à Orange, L'Arlésienne d'Alphonse Daudet dans laquelle elle interprète le rôle de Rose Mamaï.
Elle tourne également pour l'ORTF, des adaptations de pièces de boulevard, quelques Maigret, dans Les Cinq Dernières Minutes, Les Saintes Chéries ou encore dans l'adaptation télévisée du roman de Stendhal, Lucien Leuwen.

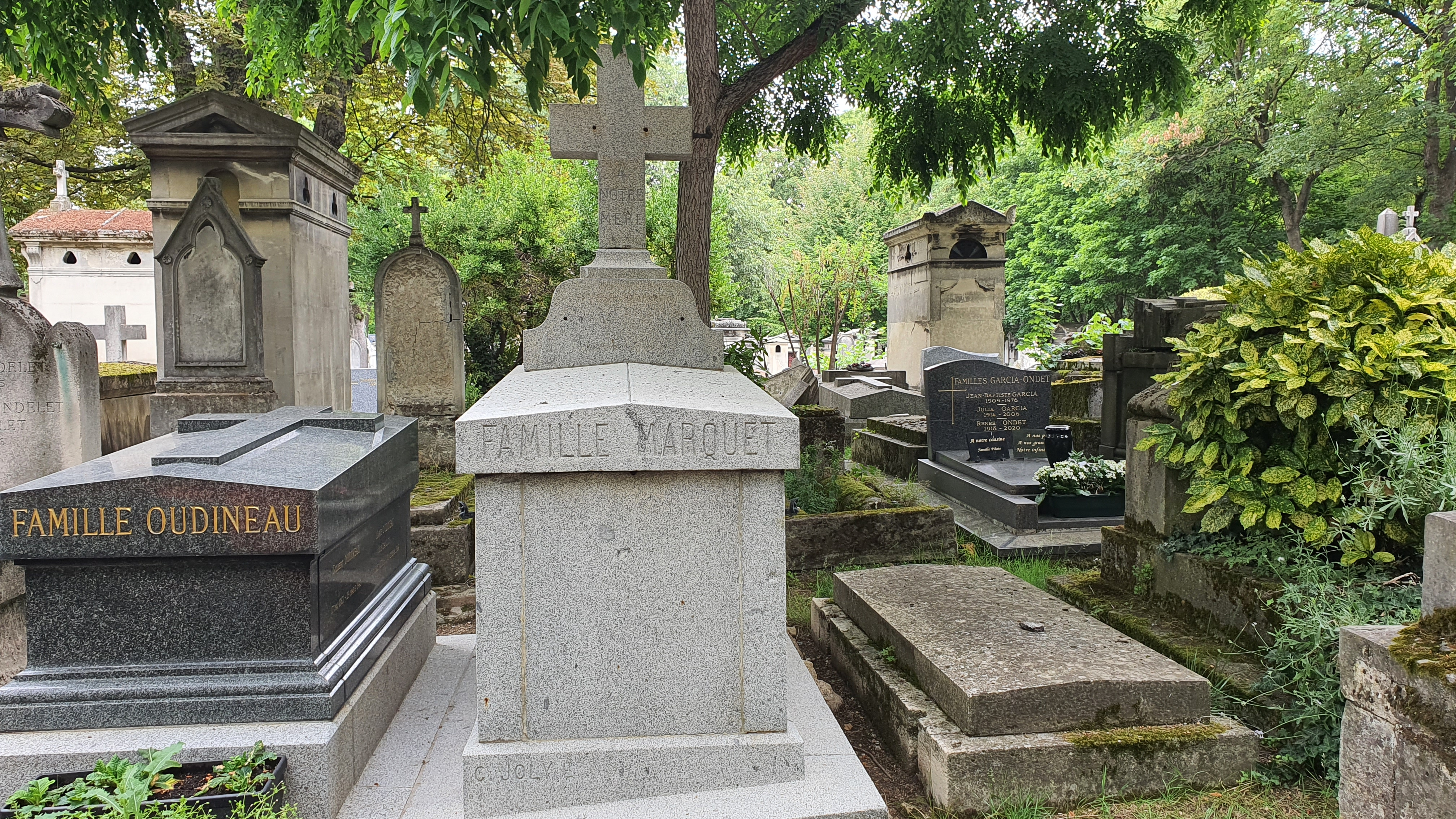
Tombe de Mary Marquet au cimetière de Montmartre (division 23).

Sa carrière cinématographique est également bien remplie. Parmi ses films les plus réussis, on peut retenir son rôle de Madame de Maintenon dans Si Versailles m'était conté…, en 1954, de Sacha Guitry et celui de Marie-Angélique Guillain dans Landru, en 1962, de Claude Chabrol. Elle campe une truculente mère supérieure dans La Grande Vadrouille en 1966 de Gérard Oury. On la trouve dans La vie de château (1966) en mère de Philippe Noiret et belle-mère de Catherine Deneuve, dans Le Malin Plaisir (1975) en compagnie de Claude Jade et Anny Duperey et dans Le Casanova de Fellini en 1975.
Elle écrit plusieurs livres de souvenirs : Ce que j'ose dire (1974), Ce que je n'ai pas dit (1975), Tout n'est peut-être pas dit (1977) et Vous qui m'aimiez, vous que j'aimais (1979).
Elle meurt en 1979 d'une crise cardiaque, dans son appartement de la rue Carpeaux. Elle est inhumée au cimetière de Montmartre (division 23), où une amie fidèle l'accompagne jusqu'à cette dernière demeure : la princesse Grace de Monaco.

## Filmographie

### Cinéma
- 1913 : Frères ennemis d'Henri Pouctal
- 1913 : De medeminaars d'Alfred Machin - sous réserve
- 1915 : Sacrifice fraternel de René Leprince
- 1917 : La P'tite du sixième de René Hervil et Louis Mercanton
- 1921 : La Ferme du Choquart de Jean Kemm
- 1924 : La Voyante de Leon Abrams
- 1934 : Sapho de Léonce Perret
- 1934 : Un soir à la Comédie-Française de Léonce Perret - court métrage -
- 1949 : Interdit au public de Alfred Pasquali
- 1949 : Le 84 prend des vacances de Léo Joannon
- 1951 : Drôle de noce de Léo Joannon
- 1951 : Foyer perdu de Jean Loubignac
- 1951 : Un jour avec vous de Jean-René Legrand
- 1952 : Minuit quai de Bercy de Christian Stengel
- 1952 : Lettre ouverte / jaloux comme un tigre de Alex Joffé
- 1952 : Piédalu fait des miracles de Jean Loubignac
- 1954 : Si Versailles m'était conté… de Sacha Guitry : Madame de Maintenon
- 1955 : Les Hommes en blanc de Ralph Habib
- 1955 : Paris Canaille de Pierre Gaspard-Huit
- 1955 : Le Secret de sœur Angèle de Léo Joannon
- 1956 : La Loi des rues de Ralph Habib
- 1956 : Quelle sacrée soirée / Nuit blanche et rouge à lèvres de Robert Vernay
- 1959 : Drôles de phénomènes de Robert Vernay
- 1960 : Au voleur de Ralph Habib
- 1962 : Arsène Lupin contre Arsène Lupin d'Édouard Molinaro
- 1963 : Landru de Claude Chabrol
- 1963 : Nous irons à Deauville de Francis Rigaud
- 1965 : Les Combinards de Jean-Claude Roy
- 1966 : Le Jardinier d'Argenteuil de Jean-Paul Le Chanois
- 1966 : La Vie de château de Jean-Paul Rappeneau
- 1966 : La Grande Vadrouille de Gérard Oury : la mère supérieure
- 1967 : Des garçons et des filles de Étienne Périer
- 1967 : Ce sacré grand-père de Jacques Poitrenaud
- 1968 : Phèdre de Pierre Jourdan
- 1968 : Bruno, l'enfant du dimanche de Louis Grospierre
- 1971 : La Visite de la vieille dame
- 1973 : Par ici la monnaie de Richard Balducci
- 1974 : Le Mouton enragé de Michel Deville
- 1974 : La Merveilleuse Visite de Marcel Carné
- 1974 : La Bonne Nouvelle de André Weinfeld
- 1975 : Le Malin Plaisir de Bernard Toublanc-Michel
- 1976 : Le Casanova de Fellini de Federico Fellini
- 1976 : Opération Lady Marlène de Robert Lamoureux
- 1976 : Une fille cousue de fil blanc de Michel Lang

### Télévision
- 1962 : Chéri  téléfilm de François Chatel
- 1968 : Les Saintes Chéries, épisode Ève et les grands-parents (la mère de Daniel Gélin et la femme d'Henri Crémieux)
- 1968 : Les Cinq Dernières Minutes, épisode Traitement de choc de Claude Loursais
- 1968 : Les Dossiers de l'Agence O, épisode Émile à Cannes
- 1972 : Les Enquêtes du commissaire Maigret de François Villiers, épisode Maigret se fâche : Bernadette Amorelle
- 1973 : Lucien Leuwen, téléfilm de Claude Autant-Lara
- 1974 : Paul et Virginie de Pierre Gaspard-Huit (feuilleton télévisé)
- 1974 : Un curé de choc (26 épisodes de 13 minutes) de Philippe Arnal

## Théâtre

### Hors Comédie-Française
- 1912 : Faust de Johann Wolfgang von Goethe, théâtre de l'Odéon
- 1920 : L'Homme à la rose de Henry Bataille, mise en scène André Brulé, théâtre de Paris
- 1921 : Le Caducée d'André Pascal, Théâtre de la Renaissance, théâtre du Gymnase
- 1921 : La Bataille de Pierre Frondaie d'après Claude Farrère, mise en scène Firmin Gémier, théâtre Antoine
- 1922 : L'Insoumise de Pierre Frondaie, théâtre Antoine
- 1945 : Les Dames de Niskala d'Hella Wuolijoki, Théâtre Édouard-VII
- 1948 : Interdit au public de Roger Dornès et Jean Marsan, mise en scène Alfred Pasquali, Comédie Wagram : Gabrielle Tristan
- 1950 : La Grande Pauline et les Petits Chinois de René Aubert, mise en scène Pierre Valde, théâtre de l'Étoile
- 1951 : Les Vignes du seigneur de Robert de Flers et Francis de Croisset, mise en scène Pierre Dux, Théâtre de Paris
- 1951 : Mort d'un rat de Jan de Hartog, mise en scène Jean Mercure, Théâtre Gramont
- 1951 : Les Vignes du seigneur de Robert de Flers et Francis de Croisset, mise en scène Pierre Dux, Théâtre de Paris : Mme Bourjeon
- 1953 : Le Ravageur de Gabriel Chevallier, mise en scène Pasquali, Théâtre des Bouffes-Parisiens
- 1955 : Les Trois messieurs de Bois-Guillaume de Louis Verneuil, mise en scène Christian-Gérard, avec Fernand Gravey, Théâtre des Variétés
- 1957 : Le Château de Franz Kafka, mise en scène Jean-Louis Barrault, Théâtre Sarah Bernhardt
- 1963 : Pour Lucrèce de Jean Giraudoux, mise en scène Raymond Gérôme, Festival de Bellac
- 1963 : Sémiramis de Marc Camoletti, mise en scène Michel de Ré, Théâtre Édouard-VII
- 1966 : Se trouver de Luigi Pirandello, mise en scène Claude Régy, Théâtre Antoine
- 1969 : Le Bon Saint-Éloi de Pierrette Bruno, mise en scène Jacques Mauclair, Théâtre de la Potinière
- 1971 : La Maison de Zaza de Gaby Bruyère, mise en scène Robert Manuel, avec Pasquali, Théâtre des Nouveautés
- 1972 : Mère Courage et ses enfants de Bertolt Brecht, mise en scène Jean-Pierre Laruy, Centre théâtral du Limousin à Limoges : Mère Courage

### Comédie-Française
- Entrée à la Comédie-Française en 1923
- Sociétaire de 1928 à 1945, 376e sociétaire
- 1923 : Oreste de René Berton d'après Iphigénie en Tauride d'Euripide, Comédie-Française : Pallas-Athéna
- 1923 : Jean de La Fontaine de Louis Geandreau et Léon Guillot de Saix, Comédie-Française : Marie-Anne Mancini
- 1924 : Les Trois Sultanes de Charles-Simon Favart, Comédie-Française : Délia
- 1924 : La Victoire de Ronsard de René Berton, Comédie-Française : Hélène de Surgère
- 1924 : L'Adieu de Louis Vaunois, Comédie-Française : Lucile
- 1924 : La Reprise de Maurice Donnay, Comédie-Française : Mary O'Clinnor
- 1925 : Esther de Jean Racine, Comédie-Française : Zarès
- 1926 : Le Secret de Polichinelle de Pierre Wolff, mise en scène Charles Granval, Comédie-Française : Mme Santenay
- 1926 : Carmosine d'Alfred de Musset, mise en scène Pierre Fresnay, Comédie-Française : la reine Constance
- 1927 : La Torche sous le boisseau de Gabriele D'Annunzio, Comédie-Française : Angizia
- 1928 : Les Noces d'argent de Paul Géraldy, Comédie-Française Marraine
- 1930 : Le Carrosse du Saint-Sacrement de Prosper Mérimée, mise en scène Émile Fabre, Comédie-Française : Camila Périchole
- 1932 : Christine de Paul Géraldy, Comédie-Française : Christine
- 1934 : Andromaque de Racine, mise en scène Raphaël Duflos, Comédie-Française : Andromaque
- 1935 : Madame Quinze de Jean Sarment, mise en scène de l'auteur, Comédie-Française : Marquise de Pompadour
- 1935 : Lucrèce Borgia de Victor Hugo, mise en scène Émile Fabre, Comédie-Française : Lucrèce Borgia
- 1936 : Hedda Gabler d'Henrik Ibsen, mise en scène Lugné-Poe, Comédie-Française : Hedda Gabler
- 1936 : La Rabouilleuse d'Émile Fabre d'après Honoré de Balzac, mise en scène Émile Fabre, Comédie-Française : Flore Brazier
- 1938 : Hedda Gabler d'Henrik Ibsen, mise en scène Lugné-Poe, Comédie-Française : Hedda Gabler
- 1938 : Tricolore de Pierre Lestringuez, mise en scène Louis Jouvet, Comédie-Française : Théroigne de Méricourt
- 1939 : Athalie de Jean Racine, Comédie-Française : Athalie
- 1941 : Lucrèce Borgia de Victor Hugo, mise en scène Émile Fabre, Comédie-Française : Lucrèce Borgia
- 1942 : Iphigénie en Tauride de Goethe, mise en scène Jean Yonnel, Comédie-Française : Iphigénie
- 1942 : Phèdre de Racine, mise en scène Jean-Louis Barrault, Comédie-Française : Oenone
- 1943 : Renaud et Armide de Jean Cocteau, mise en scène de l'auteur, Comédie-Française : Oriane
- 1943 : Iphigénie à Delphes de Gerhart Hauptmann, mise en scène Pierre Bertin, Comédie-Française : Iphigénie
- 1943 : Le Soulier de satin de Paul Claudel, mise en scène Jean-Louis Barrault, Comédie-Française : l'ange gardien
- 1944 : Horace de Corneille, mise en scène Mary Marquet, Comédie-Française : Camille

## Distinctions

### Décorations
- Chevalier de la Légion d'honneur, 26 août 1939[8];
- Officier de la Légion d'honneur, 5 mai 1955 [8];

### Récompense
- 1976 : prix du Brigadier pour ses récitals poétiques, théâtre des Bouffes-Parisiens et théâtre Saint-Georges

## Publications
Mary Marquet est autrice de deux recueils de poésie et de plusieurs récits autobiographiques
- 1947 : À l'ombre de tes ailes  (poésies)
- 1948 : Les Impérissables (souvenirs de théâtre)
- 1949 : Cellule 209 (récit autobiographique)
- 1956 : La Course aventureuse (poésies)
- 1974 : Ce que j'ose dire (récit autobiographique)
- 1975 : Ce que je n'ai pas dit (récit autobiographique)
- 1976 : Mes noces d'or avec la poésie - récital 75-76
- 1977 : Tout n'est peut-être pas dit (récit autobiographique)
- 1979 : Vous qui m'aimiez, vous que j'aimais (récit autobiographique)

## Anecdote
L'actrice est représentée dans la fresque en trompe-l'œil peinte par Charles Hoffbauer (1875-1957), grand prix de Rome 1924, au plafond de la coupole du château d'Artigny à Montbazon (Indre-et-Loire), ancienne propriété du parfumeur François Coty (1874-1934).